# Anigrus vicina
Anigrus vicina är en insektsart som beskrevs av Dlabola 1959. Anigrus vicina ingår i släktet Anigrus och familjen Meenoplidae.
Artens utbredningsområde är Israel. Inga underarter finns listade i Catalogue of Life.